# Alexander Cockburn, 12. Baronet

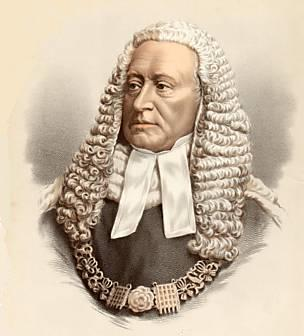
Sir Alexander Cockburn, 12. Baronet

Sir Alexander James Edmund Cockburn, 12. Baronet QC (* 24. September 1802 in Alzen, Siebenbürgen; † 20. November 1880 in Mayfair) war ein englischer Anwalt, Politiker und Richter. Er war als Frauenheld und Salonlöwe bekannt.

## Leben
Cockburn wurde geboren in Alzen, dem heutigen Alțâna, als Sohn des britischen Diplomaten Alexander Cockburn und seiner Frau Yolande, einer Tochter des aus Saint-Domingue stammenden Vicomte de Vignier.
Er studierte am Trinity Hall, Cambridge und erlangte einen Abschluss als Bachelor of Laws. 1825 wurde er in den Middle Temple, eine der vier englischen Anwaltskammern, aufgenommen; 1841 wurde er Kronanwalt. 1847 wurde er als Mitglied der Liberal Party ins House of Commons gewählt. Von 1851 bis Februar 1852 und erneut von Dezember 1852 bis 1856 war er Attorney General. Im Jahre 1859 wurde er zum Chief Justice of the Queen’s Bench ernannt. Dieses Amt wurde 1875 zum Lord Chief Justice of England erhoben und er somit der erste Lord Chief Justice.
Dieses Amt hatte er bis zu seinem Tod 1880 inne. Er starb an Angina Pectoris in seinem Haus in der Hertford Street in London.
1858 hatte er von seinem Onkel Sir William Cockburn, 11. Baronet (1853–1858) den Titel Baronet, of Langton in the County of Berwick, geerbt, der am 22. November 1627 in der Baronetage of Nova Scotia für einen Vorfahren geschaffen worden war. Da Cockburn keine ehelichen Kinder hinterließ, ruht der Titel seit seinem Tod. Am 12. Februar 1873 war er als Knight Grand Cross in den Order of the Bath aufgenommen worden.